# Smoketown (Pennsylvanie)

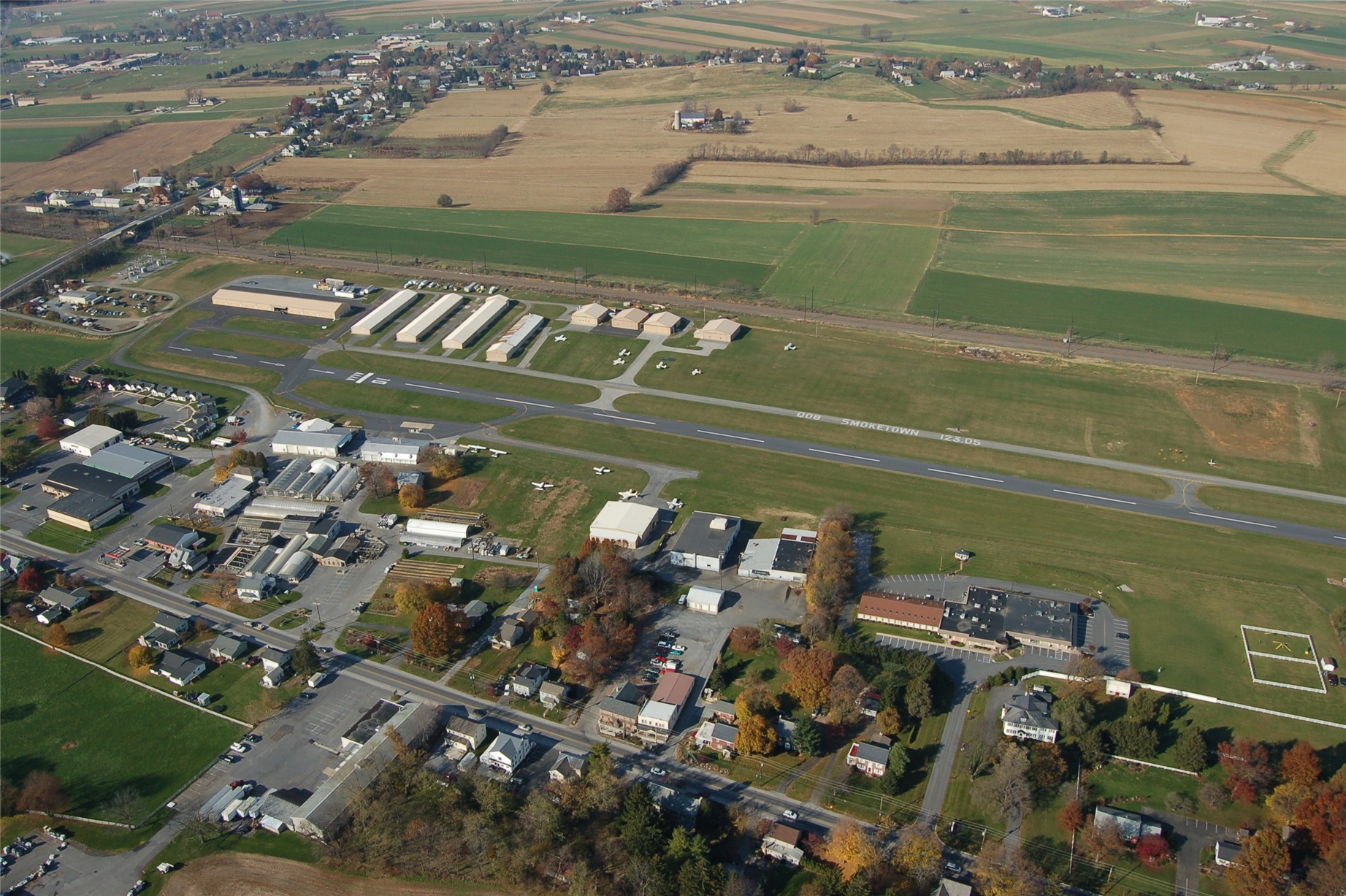
Vue de Smoketown et de l'aéroport.

Smoketown (ou Smoke Town) est un village non incorporé et une census-designated place (CDP) du township d'East Lampeter, dans le comté de Lancaster, en Pennsylvanie. Il est desservi par l'aéroport de Smoketown (Smoketown Airport) et comprenait 357 habitants au recensement de 2010.

## Géographie
Smoketown se trouve au centre-est du comté de Lancaster, dans la partie orientale du township d'East Lampeter, à l'intersection de la Pennsylvania Route 340 (Old Philadelphia Pike) et de la Pennsylvania Route 896 (Eastbrook Road). Il est bordé à l'est par Bird-in-Hand et au nord par Witmer. La PA 340 conduit à l'ouest vers Lancaster, siège du comté, et à l'est vers Intercourse, tandis que la PA 896 mène au sud à 1 km vers l'U.S. Route 30 (autoroute Lincoln) et à 4 km vers Strasburg.
Selon l'U.S. Census Bureau, Smoketown s'étend sur 1,5 km 2. La rivière Mill Creek, affluent de la Conestoga River, forme la limite orientale de Smoketown qu'elle sépare de Bird-in-Hand.